# Chomutovka
La Chomutovka est une rivière de la Tchéquie longue de 49 km. Affluent de l'Ohře, elle fait partie du bassin-versant de l'Elbe.